# 이치노미야촌 (야마나시현)
이치노미야촌(一宮村)은 일본 야마나시현 히가시야쓰시로군에 설치되었던 촌이다. 현재의 후에후키시의 북동부에 해당한다.